# Gewelfde mantel
De gewelfde mantel (Flexopecten flexuosus) is een tweekleppigensoort uit de familie van de Pectinidae. De wetenschappelijke naam van de soort is voor het eerst geldig gepubliceerd in 1795 door Poli.